# Лота Рајнигер
Kарлота - Лота Рајнигер (Берлин, 2. јун 1899 – Детенхаузен, 19. јун 1981) била је немачка филмска редитељка и пионирка у изради анимираних филмова техником анимације силуета. Током своје дуготрајне каријере направила је више од 40 филмова користећи ову своју специфичну технику. Њени најпознатији филмови су Авантуре принца Ахмеда (из 1926) – најстарији сачувани дугометражни анимирани филм (старији од Дизнијевог првог дугометражног филма Снежана и седам патуљака више од десет година) и Папагено (1935), анимиран уз музику Волфганга Амадеуса Моцарта. Лоти Рајнигер такође је позната као изумитељка апаратуре која је претходила првој мултипланској камери.

## Биографија

### Детињство и младост
Лота Рајнигер рођена је у Берлину, 2. јуна 1899. Њени родитељи су били Карл Рајнигер и Елеонора Лина Вилхелмина Ракет. Још као дете била је фасцинирана кинеским позориштем сенки, толико да је у свом дому осмислила сопствено луткарско позориште у коме је приређивала представе за породицу и пријатеље.
Као тинејџерка, Лота се заљубила у биоскоп, првенствено у филмове Жоржа Мелијеса због специјалних ефеката, а касније и у филмове глумаца и редитеља Паула Вегенера (познатог по филму Голем из 1920). Године 1915. Лота посећује Вегенерова предавања о фантастичним могућностима анимације. Убедила је родитеље да јој дозволе да приступи глумачкој трупи којој је припадао и Вегенер, Позоришту Макса Рајнхарта. У почетку је Лоти у позоришту радила на изради костима, реквизите и другим пословима иза сцене. Почела је да прави силуете портрета глумаца око себе и убрзо она бива ангажована на изради сложених титлова за Вегенерове неме филмове. Тако је радећи титлове за филм Рамплстилскин се жени из 1916. користила и своје силуете.

### Зрело доба и успех
Године 1918. Лота Рајнигер ради анимацију дрвених пацова и анимиране титлове за Вегенеров филм Фрулаш из Хамелина (Der Rattenfänger von Hameln). Успех овог посла довео ју је у Институт за културолошка истраживања (Institut für Kulturforschung), студио за експерименталну анимацију и краткометражни филм. Управо овде упознала је свог будућег креативног партнера, а од 1921. године и супруга Карла Коха, као и друге авангардне уметнике, међу којима су били и Ханс Курлис, Бертолд Брехт и Бертолд Бартош.
Прва режија коју је потписала Лота Рајнигер била је за филм Украс заљубљеног срца (Das Ornament des verliebten Herzens) 1919. године, кратак комад у коме су актери двоје љубавника и украс који одражава њихово расположење. Филм је био врло добро примљен и продат је у САД, што је био велики успех за филмско остварење које траје свега пет минута. Успех овог филма омогућио је Лоти низ нових контаката у индустрији анимираног филма.
У наредних неколико година Лота је урадила још шест кратких филмова, које је све продуцирао и снимио њен супруг. Ти филмови били су пресецани рекламним филмовима (рекламна агенција Јулијуса Пиншевера увела је  иновативне рекламе као додатак филмовима и спонзорисали су великог броја апстрактних аниматора током Вајмарског периода), а такође је радила и специјалне ефекте за различите дугометражне игране филмове (најпознатија је силуета сокола у секвенци сна у првом делу Саге о Нибелунзима редитеља Фрица Ланга). Захваљујући овим радовима Лота посталаје  централна фигура велике групе амбициозних немачких аниматора, међу којима су Бартош, Ханс Рихтер, Валтер Рутман и Оскар Фишингер.
Године 1923. Лота Рајнигер је упознала Луиса Хагена који је инвестирао новац у велику количину сирове филмске траке како би покушао да се одбрани од растуће инфлације. Он ју је замолио да направи дугометражни анимирани филм. Наравно, у вези овог захтева постојале су многе тешкоће, а Лота се двоумила, јер су и она, и њени сарадници сумњали да се пажња публике може на анимираном филму задржати дуже од десет минута. Ипак, као резултат ове сарадње 1926. године настао је један од првих дугометражних анимираних филмова Авантуре принца Ахмеда, са радњом чију основу чине приче из Хиљаду и једне ноћи. Иако скоро годину дана није успела да пронађе дистрибутера, филм је постигао велики успех и код критике и код публике одмах пошто је, захваљујући подршци Жана Реноара и Рене Клера, премијерно приказан у Паризу иако се, због једногодишњег кашњења, експресионистички стил овог филма није сасвим уклопио са реалистичким филмовима који су постали популарни 1926. године.
У Авантурама принца Ахмеда Лота Рајнигер користи линије које се готово могу назвати "колористичким", како би дочарала егзотичне локације на којима се радња филма. Данас се овај филм сматра ако не најстаријим, онда једним од најстаријих очуваних дугометражних анимираних филмова. Такође се сматра и првим авангардним дугометражним цртаним филмом.
Лота Рајнигер је, развијајући свој изум, апаратуру која је претходила првој мултипланској камери, престигла Волта Дизнија и Аба Ајверкса за целу деценију. Изнад свог стола поставила је камеру са ручним затварачем, коју је смештила у равни стакла, како би постигне ефекат слојевитости, односно дубине. Цела инсталација је затим осветљена позадинским осветљењем. Ова апаратура касније је постала популарна у класичној анимацији. Поред Лотиних глумаца-силуета, Принц Ахмед је могао да се похвали и бајковитим позадинама Валтера Рутмана (њен сарадник и у Нибелунзима) и симфонијским партитурама Волфганга Целера. Додатне ефекте урадили су Карл Кох и Бертолд Бартош.
Након успеха Принца Ахмеда Лота Рајнигер је могла да реализује следећи пројекат. Била је то филмска трилогија Доктор Дулитл и његове животиње (Doktor Dolittle und seine Tiere) из 1928. године, прича заснована на једној од првих књига за децу енглеског писца Хјуа Лофтинга. Партитуре за ову трилогију написали су Курт Веил, Паул Хиндемит и Пол Десау.
Годину дана касније, 1929. године, Лота Рајнигер је заједно са Рохусом Глизеом снимила свој први играни филм Потрага за срећом (Die Jagd nach dem Glück), причу о трупи луткара позоришта сенки. У филму, у коме главне улоге глуме Жан Реноар и Бертолд Бартош, 20 минута је посвећено представи коју је Лота реализовала помоћу својих силуета. Нажалост, филм је комплетиран баш у тренутку када у Немачку долази звучни филм, па је реализација одложена до 1930. како би се глумцима дали гласови – али резултат је био разочаравајућ.
Лота Рајнигер покушала је да реализује и трећи дугометражни цртани филм, инспирисан опером Мoриса Равела L'enfant et les sortilèges, али није могла да реши проблеме ауторских права, од којих су нека припадала и француској књижевници Колет, а нека неочекиваном броју других власника. Када је Равел умро, 1937. године, проблем је постао још сложенији и Лота коначно одустаје од пројекта, иако је већ била развила секвенце и анимиране сцене како би убедила потенцијалне спонзоре и носиоце права.
Лота Рајнигер сарађивала је у неколико филмова и са британским песником, критичарем и композитором Ериком Валтером Вајтом, који је написао књижевни есеј о њеном раду.

### Одлазак из Немачке и каснији живот
Са успоном националсоцијализма у Немачкој брачни пар Рајнигер и Кох је одлучио да емигрира (обоје су били укључени у рад левичарског покрета), али су схватили да им ни једна друга земља неће дати трајне визе. Као резултат тога, Лота Рајнигер и Карл Кох провели су једанаест година, од 1933. до 1944. путујући из једне државе у другу и боравећи у њима онолико дуго колико су им визе то омогућавале. Са појавом звучног филма Лота и њен супруг почињу да раде на односу музике и анимације. Они сарађују са чувеним редитељима, Жаном Реноаром у Паризу и Лукином Висконтијем у Риму. Они су у овом периоду успели да реализују 12 филмова, међу којима су најпознатији Кармен (1933), који се заснива на истоименој опери Кармен Жоржа Бизеа и Папагено (1935), који се заснива на опери Волфганга Амадеуса Моцарта Чаробна фрула. По избијању Другог Светског Рата остали у Риму, радећи са Висконтијем, све до 1944. године, када су се вратили у Берлин, како би се бринули о Лотиној болесној мајци. Током владавине Адолфа Хитлера, Лота Рајнигер била је приморана да ради пропагандне филмове за Немачку. Један од тих филмова, из 1944. године је Златна гуска (Die goldene Gans). На овим филмовима Лота је морала да ради под строгим и ограничавајућим условима, како би задовољила потребе немачке државе, због чега њен рад у овом периоду може изгледати креативно гушен.
Године 1949. брачни пар Рајнигер и Кох сели се у Лондон, где је Лота урадила неколико кратких промотивних филмова за Џон Гријрсона. Током боравка у Лондону, почетком 1950-их Лота се дружила са Фредијем Блумом, председником Националног удружења глуве деце и уредником часописа Talk (Rазговор), који ју је замолио да му дизајнира лого. Лота је одговорила изрезивањем силуете четворо деце која трче уз брдо. Фреди Блум је био запањен њеном вештином са маказама – за само неколико минута она је из комада црног папира изрезала четири различите силуете деце. Једна од њих је била коришћена као дизајн насловне стране магазина Talk до 1956. године.
Године 1953. са Луисом Хагеном млађим (чији је отац финансирао филм Авантуре принца Ахмеда) Лота и Карл основали су продукцијску кућу Primrose Productions и у наредне две године они, својом техником силуета, стварају више од десет краткометражних анимираних филмова са мотивима бајки браће Грим за Би-би-си и Telecasting America. Лота Рајнигер такође је радила и илустрације за књигу Роџера Ланселина Грина  Краљ Артур и витезови округлог стола.
Лота Рајнигер је 1972. године добила престижну Златну Немачку филмску награду (или награду Лола) коју додељује Немачка филмска академија. Године 1979. одликована је Орденом за заслуге Савезне Републике Немачке. Лота Рајнигер умрла је у Детенхаузену, у Немачкој, 19. јуна 1981. године.

## Уметнички стил
Лота рајнигер формирала је својствени уметнички стил анимације, који се веома разликовао од стила других уметника у периоду 20-их и 30-их година 20. века, посебно у погледу карактера. Током 20-их година ликови се, у циљу изражавања емоција или радњи, по правилу ослањају на изразе лица, док се јунаци Лоте Рајнигер ослањају на гестове. Она такође често користи у својим анимацијама и технику метаморфозе. Овај нагласак на трансформацији у великој мери произилази из склоност према раду на бајкама и фантастичним причама. Због тога ликови Лоте Рајнигер често нису реалистични у биолошком смислу, али су у стању да изразе флуидност. Иако у то време и други аниматори користе ове технике, Лота Рајнигер ипак заузима посебно место захваљујући управо анимацији својих специфичних силуета. Силуете немају лица, њихови карактери долазе из њихових флуидних и сугестивних кретњи и зато је ова анимирана скаска снолик и фантазмагоричан свет. Према начину на који се крећу фигуре Лоте Рајнигер подсећају на стоп-моушн технику анимације.

## Утицај
У филму Фантазија Волт Дизни у почетној сцени користи управо стил Лоте Рајнигер, када се Мики Маус појављује у истој сцени заједно са живим музичарима.
Француски аниматор Мишел Озело користи у својим анимацијама силуета, поред својих проналазака и многе методе које је осмислила управо Лота Рајнигер.
Анимације у стилу Лоте Рајнигер коришћене су и у одјавној шпици филма Серија несрећних догађаја Лемонија Сникета из 2004.
Аниматор Бен Хајбон користи стил анимације Лоте Рајнигер у кратком анимираном филму под називом Бајка о три брата, секвенци из филма Хари Потер и реликвије Смрти: Први део.

## Сећање
У градском музеју у Тибингену чува се велики део изворног материјала Лоте Рајнигер који су приказани у оквиру трајне поставке "Свет у светлост и сенци: Силуета, позориште сенки, силуете у филму". У Музеју филма у Диселдорфу такође се чува много њених оригиналних радова, укључујући и њен сто за анимацију, а део сталне поставке посвећен је управо Лоти Рајнигер. Велика архива радова Лоте Рајнигер чува се и у Националном архиву Британског филмског института.
Гугл је обележио 117. рођендан Лоте Рајнигер 2. јуна 2016. године Гугл дудл-ом.

## Филмографија
- 1919 – The Ornament of the Lovestruck Heart (Украс заљубљеног срца)
- 1920 – Amor and the Steady Loving Couple
- 1921 – The Star of Bethlehem (Витлејемска звезда)
- 1922 – Sleeping Beauty (према бајци Успавана Лепотица)
- 1922 – The Flying Suitcase (према бајци Летећи ковчег)
- 1922 – The Secret of the Marquise (Маркизова тајна)
- 1922 – Cinderella (према бајци Пепељуга)
- 1926 – The Adventures of Prince Achmed (Авантуре принца Ахмеда)
- 1927 – The Chinese Nightingale (према Бајци о цару и славују)
- 1928 – Dr. Dolittle and His Animals (Доктор Дулитл и његове животиње) - филмска трилогија: The Journey to Africa (Пут у Африку), The Monkey Bridge (Мајмунски мост) и The Monkey Illness (Мајмунска болест)
- 1928 – The Seemingly Dead Chinese (Наизглед мртав Кинез)
- 1930 – Chasing Fortune (Потера за срећом)
- 1930 – Ten Minutes of Mozart (Десет минута  Моцарта)
- 1931 – Harlekin (Арлекин)
- 1932 – Sissi
- 1933 – Carmen
- 1934 – The Stolen Heart (Украдено срце)
- 1935 – The Little Chimney Sweep (Мали оџачар)
- 1935 – Galathea: The Living Marblestatue  (Галатеа: Жива мермерна скулптура)
- 1935 – Kalif Storch (према бајци Калиф Рода)
- 1935 – Papageno
- 1936 – Silhouettes (анимиране сцене)
- 1936 – Puss in Boots (према бајци Мачак у чизмама)
- 1937 – The Tocher. Film Ballet
- 1938 – The HPO – Heavenly Post Office
- 1942 – Girl of the Golden West (као писац)
- 1944 – The Goose That Lays the Golden Eggs
- 1951 – Mary's Birthday
- 1953 – The Magic Horse
- 1954 – Aladdin and the Magic Lamp (према бајци Аладинова чаробна лампа)
- 1954 – Caliph Storch
- 1954 – Cinderella
- 1954 – Puss in Boots
- 1954 – Snow White and Rose Red (према бајци Снежана и Ружица браће Грим[23])
- 1954 – The Frog Prince (према бајци Краљ жаба)
- 1954 – The Gallant Little Tailor (према бајци Храбри кројач)
- 1954 – The Grasshopper and the Ant (према бајци Цврчак и мрав)
- 1954 – The Little Chimney Sweep
- 1954 – The Sleeping Beauty (према бајци Успавана лепотица)
- 1954 – The Three Wishes (према бајци Три жеље)
- 1954 – Thumbelina
- 1955 – Hansel and Gretel
- 1955 – Jack and the Beanstalk
- 1961 – The Frog Prince
- 1975 – Aucassin and Nicolette
- 1979 – The Rose and the Ring